# Lari Castellum
Lari Castellum (łac. Diocesis Laritanus) – stolica historycznej diecezji we Cesarstwie rzymskim w prowincji Mauretania Cezarensis, zlikwidowana w VII w. podczas ekspansji islamskiej, współcześnie w północnej Algierii. Obecnie katolickie biskupstwo tytularne. 

## Biskupi tytularni
| Lp. | Biskup                           | Funkcja                                    | Od               | Do                |
| --- | -------------------------------- | ------------------------------------------ | ---------------- | ----------------- |
| 1   | Carlos Riu Anglés                | emerytowany biskup Camagüey (Kuba)         | 10 września 1964 | 28 listopada 1971 |
| 2   | Michele Giordano                 | biskup pomocniczy Matery (Włochy)          | 23 grudnia 1971  | 12 czerwca 1974   |
| 3   | Alfredo José Rodríguez Figueroa  | biskup pomocniczy Caracas (Wenezuela)      | 24 lipca 1974    | 12 marca 1987     |
| 4   | Rodolfo Francisco Bobadilla Mata | wikariusz apostolski El Petén (Gwatemala)  | 15 maja 1987     | 28 września 1996  |
| 5   | Ramiro Díaz Sánchez              | wikariusz apostolski Machiques (Wenezuela) | 24 stycznia 1997 |                   |